# Sohoman
Sohoman es el décimo álbum en vivo del grupo alemán de música electrónica Tangerine Dream. Publicado por el sello TDI Music en abril de 1999 es la primera de las referencias de la serie "Tangerine Dream Classics Edition" que incluyen canciones hasta ese momento inéditas. El álbum recoge la primera parte del concierto ofrecido por la banda el 22 de febrero de 1982 en el Regent Theatre de Sídney (Australia).

## Producción
Tras la publicación en 1982 del álbum de estudio White Eagle, con la formación integrada por Edgar Froese, Christopher Franke y Johannes Schmoelling, Tangerine Dream emprendió una gira de conciertos entre febrero y marzo por Australia en la que visitaron Sídney, Perth, Adelaida y Melbourne.

"Siempre era una forma única de recargar las baterías vacías de nuestra creatividad. Cada vez que volvíamos de un viaje, íbamos al estudio y comenzábamos a grabar. Para mí fue una gran aventura, actuar frente a una audiencia en diferentes países, sintiendo la emoción de la multitud al reaccionar ante la música. Tengo recuerdos profundos de conciertos y creo que nunca encuentras tanta emoción cuando actúas en el estudio."
Johannes Schmoelling (2018) 

Las canciones presentes en Sohoman se presentan enlazadas, con la inclusión de sonidos que sirven de puente entre los temas, práctica habitual en los álbumes en vivo del grupo como Ricochet (1975) o Logos Live (1982). También puede apreciarse un intenso trabajo de postproducción en estudio, con la adición de sonidos, texturas e instrumentación no presentes en la toma de sonido original. Se trata de una característica no reseñada en el libreto ni en la información disponible sobre la grabación, y es una práctica también presente en otros álbumes en vivo posteriores como Soundmill Navigator (2000).
«Convention Of The 24» y «White Eagle» son dos temas presentes en el álbum White Eagle (1982); «Logos, Part One» es uno de los extractos que forman parte de la suite Logos que se publicó en Logos Live (1982); «Ayers Majestic» y «Bondi Parade» son composiciones que formaron parte de los conciertos realizados en esta primera mitad de los años 80 pero que no han sido publicados con posterioridad tras la edición de Sohoman.

## Lista de temas
| N.º   | Título                 | Escritor(es)                                         | Duración |  |
| 1.    | «Convention Of The 24» | Edgar Froese Christopher Franke Johannes Schmoelling | 9:17     |  |
| 2.    | «White Eagle»          | Edgar Froese Christopher Franke Johannes Schmoelling | 4:31     |  |
| 3.    | «Ayers Majestic»       | Edgar Froese Christopher Franke Johannes Schmoelling | 7:11     |  |
| 4.    | «Logos, Part One»      | Edgar Froese Christopher Franke Johannes Schmoelling | 8:32     |  |
| 5.    | «Bondi Parade»         | Edgar Froese Christopher Franke Johannes Schmoelling | 13:22    |  |
| 42:53 |                        |                                                      |          |  |

## Personal
- Christopher Franke - teclados y secuenciador analógico
- Edgar Froese - teclados, secuenciador analógico, guitarra y producción
- Johannes Schmoelling - teclados y piano
- Chris Blake - ingeniero de grabación
- Jerome Froese - masterización